# Pierluigi Castellano

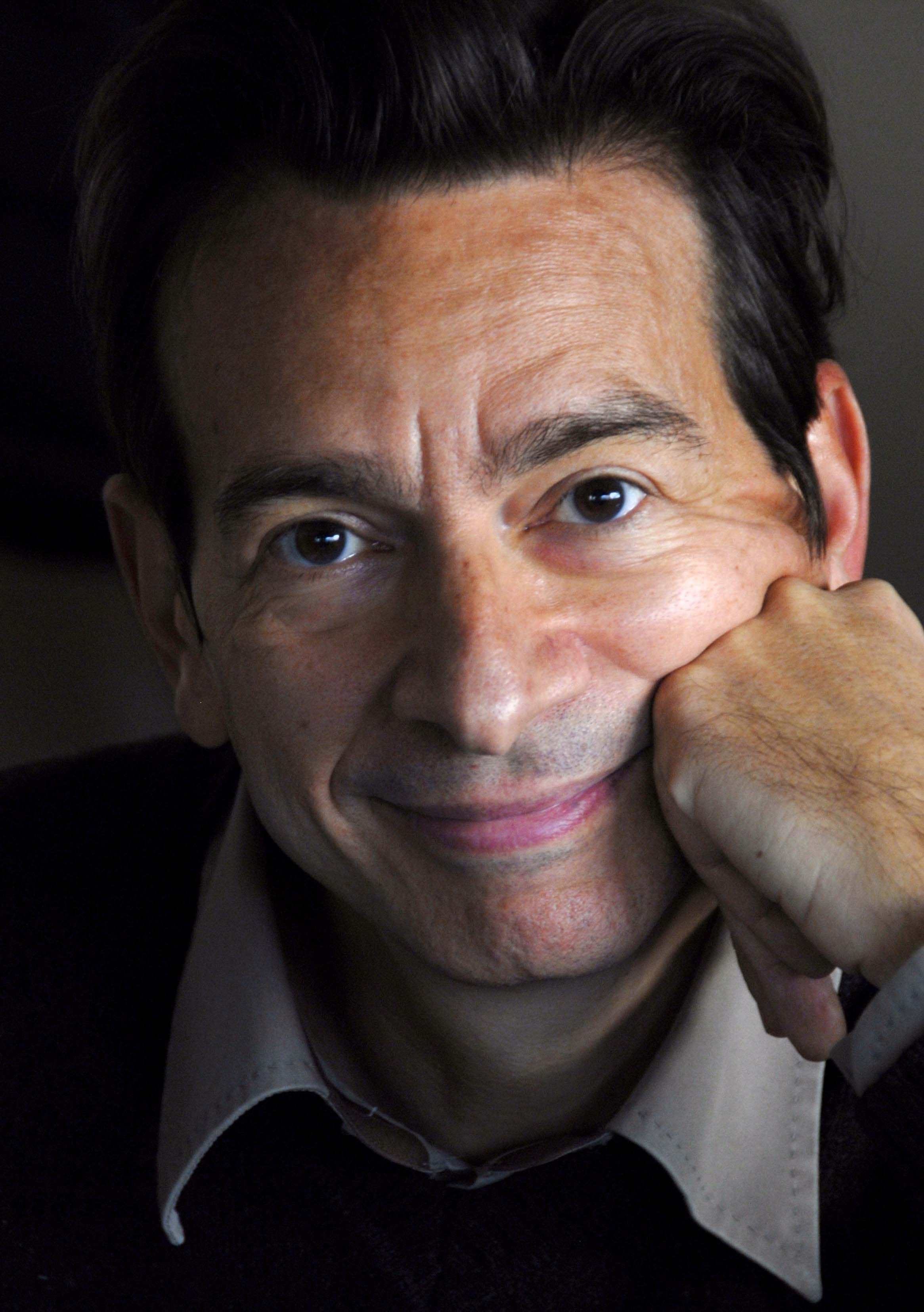
Pierluigi Castellano, 2009

Pierluigi Castellano (* 1958 in Rom) ist ein italienischer Komponist, Musiker und Journalist. Er studierte bei Karlheinz Stockhausen und Aldo Clementi.

## Filmografie
- 1986: A futura memoria: Pier Paolo Pasolini, Dokumentarfilm
- 1987: Waters, Dokumentarfilm
- 1989: Sulle vie della droga: Thai-land, Dokumentarfilm
- 1990: Concertino, Kurzfilm

## Diskografie
- La Boule De Neige (General Music) – GM 30719 (1985)
- Danze (Mantra Records) – DM 86002 (1987)
- Noi, My, Us (Mantra Records)  – DMCD90017 (1990)
- Sevilla X (As) – AS 001 (1992)
- Computer Dreams (Orlando Record) (1999)
- Danze (remastered, Orlando Records) (2000)
- La Boule De Neige (remastered, Orlando Records) (2000)
- Zonacalda (Ants) – ANT06 (2002)
- 2002 (Orlando Records) (2002)
- Open Space (Rai Trade) RTCD 290 (2008)
- Paradise Lost Vol. 1–3 (2017)

## Bücher
- Pierluigi Castellano: Le sorgenti del suono.  DeriveApprodi, 2004. ISBN 88-8873859-2,